# 3 Włocławski Batalion Drogowo-Mostowy
3 Włocławski Batalion Drogowo-Mostowy im. gen. Karola Sierakowskiego (3 bdm) – jednostka inżynieryjna, od 12 czerwca 2023 podległa dowódcy 1 Dywizji Piechoty Legionów, w 2023 przeformowana w 3 Pułk Saperów im. gen. Karola Sierakowskiego.

## Historia

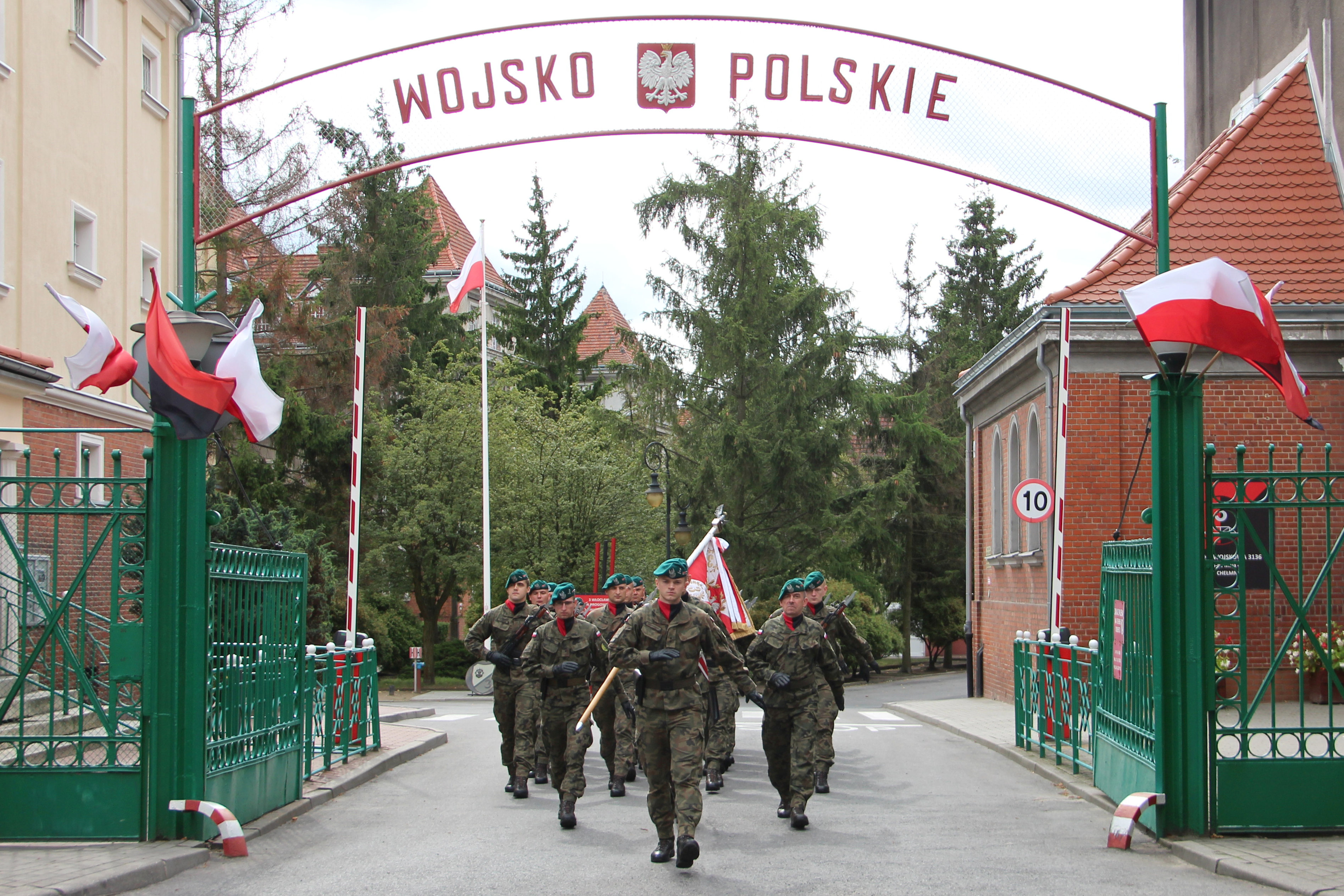
Koszary 3 Pułku Saperów

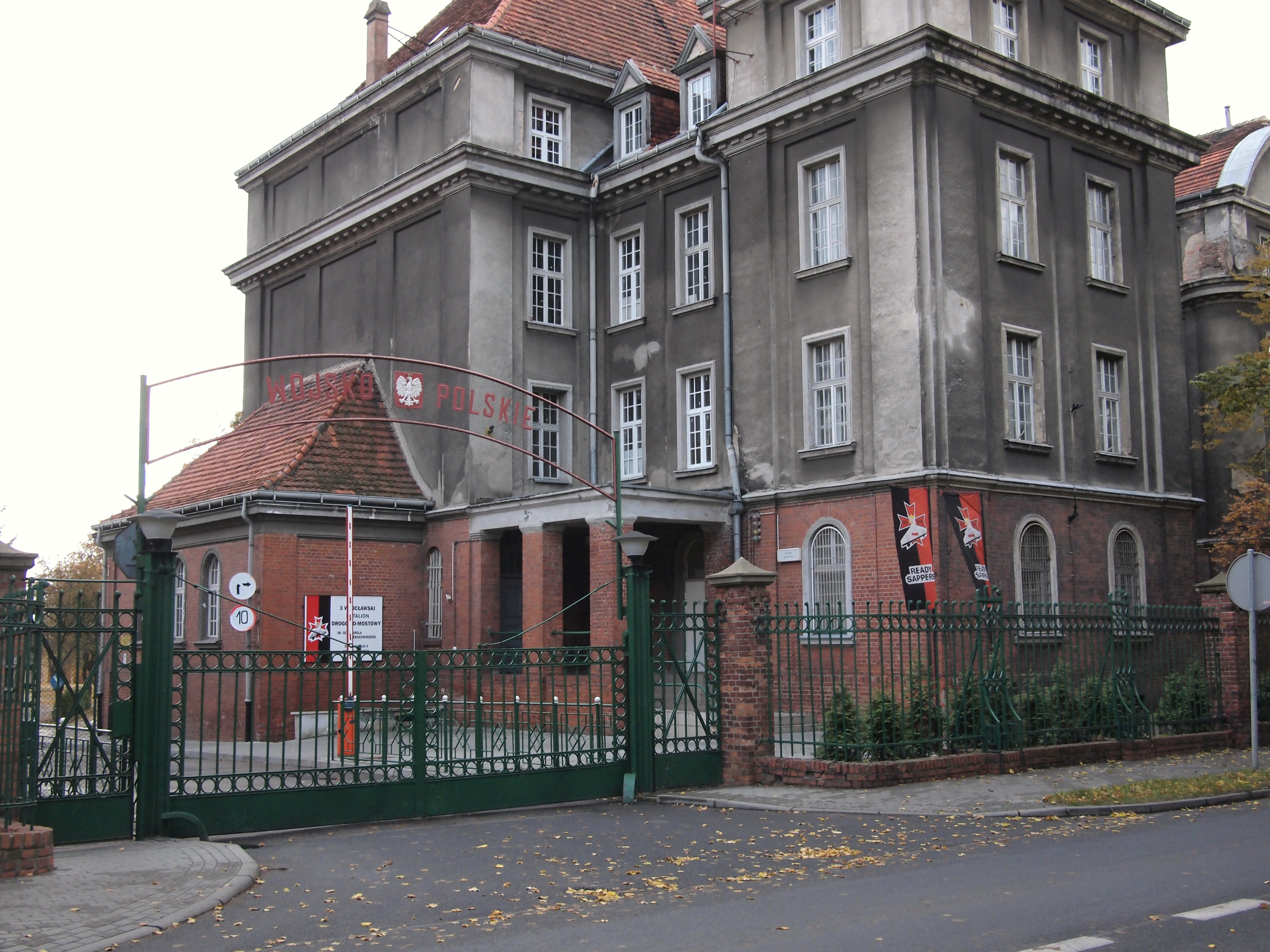
Od 30 czerwca 2023 3 Pułk Saperów

1 lipca 2011 roku 3 Włocławski Pułk Drogowo – Mostowy został przeformowany w 3 Włocławski Batalion Drogowo – Mostowy oraz podporządkowany dowódcy 2 Pułku Saperów.
Pierwszym dowódcą batalionu został ppłk Marek Wawrzyniak, a zastępcą mjr Marek Górski.
12 czerwca 2023 3 batalion drogowo-mostowy przeszedł w podporządkowanie 1 Dywizji Piechoty Legionów.
W 2023 przeformowano batalion w 3 Pułk Saperów.

## Tradycje
3 Włocławski Batalion Drogowo-Mostowy dziedziczył tradycje następujących jednostek:
- 3 Pułku Saperów Wileńskich
- 3 Brygady Pontonowo-Mostowej
- 3 Warszawskiego Pułku Pontonowego
- 3 Włocławskiego Pułku Drogowo-Mostowego

Święto jednostki było obchodzone jest 6 czerwca w celu upamiętnienia daty sformowania 3 Pułku Saperów Wileńskich.

Insygnia 3 bdm
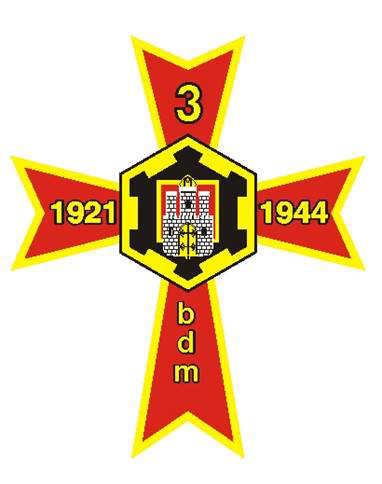
Odznaka pamiątkowa (2014)
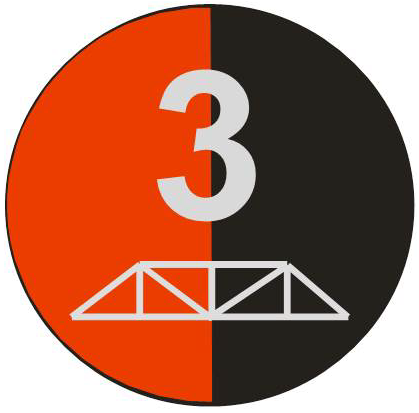
Oznaka rozpoznawcza na mundur wyjściowy (2014)
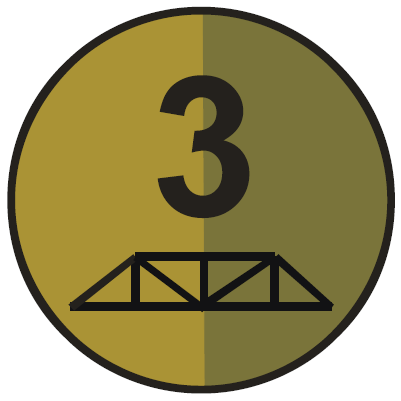
Oznaka rozpoznawcza na mundur polowy (2014)
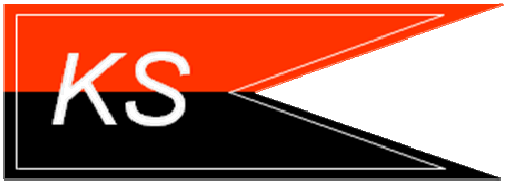
Proporczyk na beret (2014)

## Dowódcy
W latach od 2011 do 2023: 
- ppłk Marek Wawrzyniak (2011–2013)
- ppłk Kazimierz Wołowiec (2013–2016)
- ppłk Artur Gruszczyk (2016–2017)
- ppłk Krzysztof Mikrut (2017–2019)[4]
- ppłk Sylwester Drozd (2019–2022)
- ppłk Piotr Kranz (01.07.2022–30.06.2023)
- płk Filip Kłobukowski (30.06.2023–obecnie)[5].